# 12706 Tanezaki
12706 Tanezaki este o planetă minoră (asteroid) din centura de asteroizi. A fost descoperită pe 15 octombrie 1990 la Geisei⁠(d) de Tsutomu Seki. 
Obiectul prezintă o orbită caracterizată de o semiaxă mare de 2,6431658 UAi, o excentricitate de 0,3, o înclinație de 13,51342 ° în raport cu ecliptica.